# The Economist
The Economist is een invloedrijk Brits klassiek liberaal magazine dat wekelijks wordt uitgebracht. Het opinieblad richt zich voor een belangrijk deel op politieke ontwikkelingen op internationaal economisch gebied. Daarnaast brengt het ook algemeen nieuws. Het kent een oplage van ongeveer één miljoen en wordt uitgegeven door The Economist Group in Londen.
Ondanks zijn naam is The Economist geen economieblad maar een algemeen tijdschrift over de actualiteit. Het behandelt het wereldnieuws van de week (het noemt zichzelf een "weekly newspaper") en legt daarbij de achtergronden uit. Ook komt het met een duidelijke mening, die het niet onder stoelen of banken steekt. Een redacteur heeft het tijdschrift eens beschreven als een "viewspaper".
Vrijwel alle artikelen zijn anoniem; ieder artikel wordt immers geacht de mening van The Economist weer te geven en niet die van een auteur. Lange tijd werd het blad gedrukt in zwarte en rode inkt, maar in 2001 is het overgegaan op kleurendruk. Eind 2004 bereikte de oplage 1 miljoen, waarvan 450.000 in de VS, 200.000 op het Europese continent en slechts 150.000 in Groot-Brittannië zelf. Onder de lezers zijn veel beleidsmakers, diplomaten en topmensen uit het bedrijfsleven.

## Geschiedenis
Op 2 september 1843 bracht de Schotse hoedenfabrikant James Wilson het blad op de markt om deel te nemen aan "een keiharde strijd tussen intelligentie, die vooruitstreeft, en een verachtelijke, angstige onnozelheid die onze vooruitgang in de weg staat." De titel refereerde aan de term 'economism', die zoiets betekende als een zuinige overheid.
Binnen enkele jaren had het blad al buitenlandse lezers; een eeuw later verkocht het meer dan de helft van de exemplaren in het buitenland. Tijdens de Tweede Wereldoorlog voegde de redactie een gedeelte met artikelen over de Verenigde Staten toe om de Britse lezers over hun nieuwe bondgenoot te informeren. Later kreeg het tijdschrift ook gedeelten over het Europese vasteland, Azië, het Midden-Oosten en Afrika, de rest van het Amerikaanse continent, Wetenschap en techniek, Boeken en kunst en een wekelijkse necrologie. Ook ging men speciale uitneembare katernen invoegen van 15 à 40 bladzijden over één onderwerp, bijvoorbeeld een land (Nederland in mei 2002), een industrietak (de auto-industrie in september 2004), een groot thema (de islam in september 2003) of over de nieuwste technologische ontwikkelingen (ieder kwartaal). Verder begint het blad iedere week met een handvol opinie-artikelen, waarin het zijn eigen opvattingen uiteenzet.

## Gedachtegoed
Het blad uit zijn opinies in zeer rationele beschouwingen, ondersteund met feiten en getallen, en zo concreet en helder mogelijk. Het houdt strak vast aan het principe van de vrije markt. Zo is het tegen de landbouwsubsidies van de Europese Unie, tegen allerlei protectionisme en handelsbarrières en tegen 'Corporate Social Responsibility'-initiatieven, waarbij bedrijven ten koste van hun winstgevendheid sociaal beleid voeren. De gedachte achter die standpunten is dat de vrije, onbelemmerde markt en het streven naar maximale winst uiteindelijk zullen leiden tot het meest gunstige resultaat voor alle betrokkenen. De vrije handel tussen landen is bijvoorbeeld een van de beste manieren om de armoede in de wereld op te lossen, vindt het blad. Overheden kunnen weleens ingrijpen om marktfalen te corrigeren, maar in het algemeen geldt: "Overheden falen meer dan markten."
Ter illustratie volgen enkele voorbeelden. Toen de Amerikaanse president George W. Bush de staalindustrie in zijn land probeerde te helpen met invoerheffingen, schreef The Economist:
The administration has not reaped the benefits it expected from the introduction of tariffs in March 2002. The Institute for International Economics (IIE) in Washington, DC, calculates that the cost to steel users so far has been about $600m in lost profits from higher prices and 26,000 lost jobs. That dwarfs the benefit to American steel firms, which the IIE reckons has been only $240m, mostly from a 3.3% rise in average steel prices, with some 5,000 jobs saved.
Na het mislukken van vrijhandelsbesprekingen in Cancún in 2003 schreef The Economist:
"Victory to the people," cheered a press release from a globophobic activist group, Food First, after the world trade talks broke down in Cancún on September 14th. This delight is widely shared among developing-country advocates and even among many poor-country governments. Great news from Cancún? What scandalous rubbish. The failure sprang not from principle, nor even from intelligent calculation, but from cynicism, delusion and incompetence. It is going to leave most people in the world worse off–and, without a doubt, those who will suffer worst are the world's poor.
Over Corporate Social Responsibility (CSR) schreef het blad:
[T]he selfish pursuit of profit serves a social purpose. And this is putting it mildly. The standard of living people in the West enjoy today is due to little else but the selfish pursuit of profit. It is a point that Adam Smith emphasised in “The Wealth of Nations”: “It is not from the benevolence of the butcher, the brewer, or the baker, that we expect our dinner, but from their regard to their own interest.” This is not the fatal defect of capitalism, as CSR-advocates appear to believe; it is the very reason capitalism works.
Dit ultra-liberalisme moet overigens niet verward worden met conservatisme of 'rechtsheid'. The Economist is een verklaard voorstander van de legalisering van softdrugs, een ruimhartig immigratiebeleid, het homohuwelijk en de toetreding van Turkije tot de Europese Unie. In vorige eeuwen pleitte het blad voor de afschaffing van de doodstraf en voor de dekolonisatie.

## Stijl
De Engelse schrijfstijl van The Economist is vrij uniek. Het heeft een enorme informatiedichtheid: in een halve kolom kan een onderwerp flink uitgediept worden. Met haarscherpe formuleringen weet het blad vaak in één zin duidelijk te maken waar een ander blad twee alinea's voor nodig heeft. De oplettende lezer kan zo veel opsteken over ingewikkelde zaken, bijvoorbeeld abstracte wetenschappelijke theorieën of subtiele economische mechanismen. Het nadeel is dat het lezen van het blad veel concentratie vergt, vooral voor lezers met een andere moedertaal.
De efficiënte schrijfstijl wordt gelardeerd met de typische Engelse humor: de understatements en ironie vliegen van de bladzijden. Zo schreef het blad in 2003 over de toenmalige leider van de Britse Conservatieve partij: "Iain Duncan Smith is het antwoord op een vraag die het Britse publiek nog moet stellen." Een zeer groot gedeelte van de koppen bevat een woordspeling.

## Rapporten
De Economist Intelligence Unit, de onderzoeksafdeling van The Economist publiceert specifieke rapporten, en een aantal, meestal jaarlijkse “indexen”. 

### Big Mac Index
Een bekende creatie van The Economist is de Big Mac-index voor de waarde van verschillende valuta's ten opzichte van de Amerikaanse dollar. Door de koopkracht van de dollar te vergelijken met die van een andere valuta, kun je zien hoeveel dollars die munt 'eigenlijk' waard is en of de wisselkoers te hoog of te laag is.

### Democratie-index
Deze lijst is een weergave van het democratisch gehalte van bijna alle landen op de wereld. 

### Global Food Security Index
In deze index worden sedert 2012 circa 113 landen gerangschikt naar voedselzekerheid.